# Castel Condino
Castel Condino é uma comuna italiana da região do Trentino-Alto Ádige, província de Trento, com cerca de 233 habitantes. Estende-se por uma área de 11 km², tendo uma densidade populacional de 21 hab/km². Faz divisa com Daone, Bersone, Pieve di Bono, Condino, Prezzo e Cimego.